# سوشی با برگ خرمالو

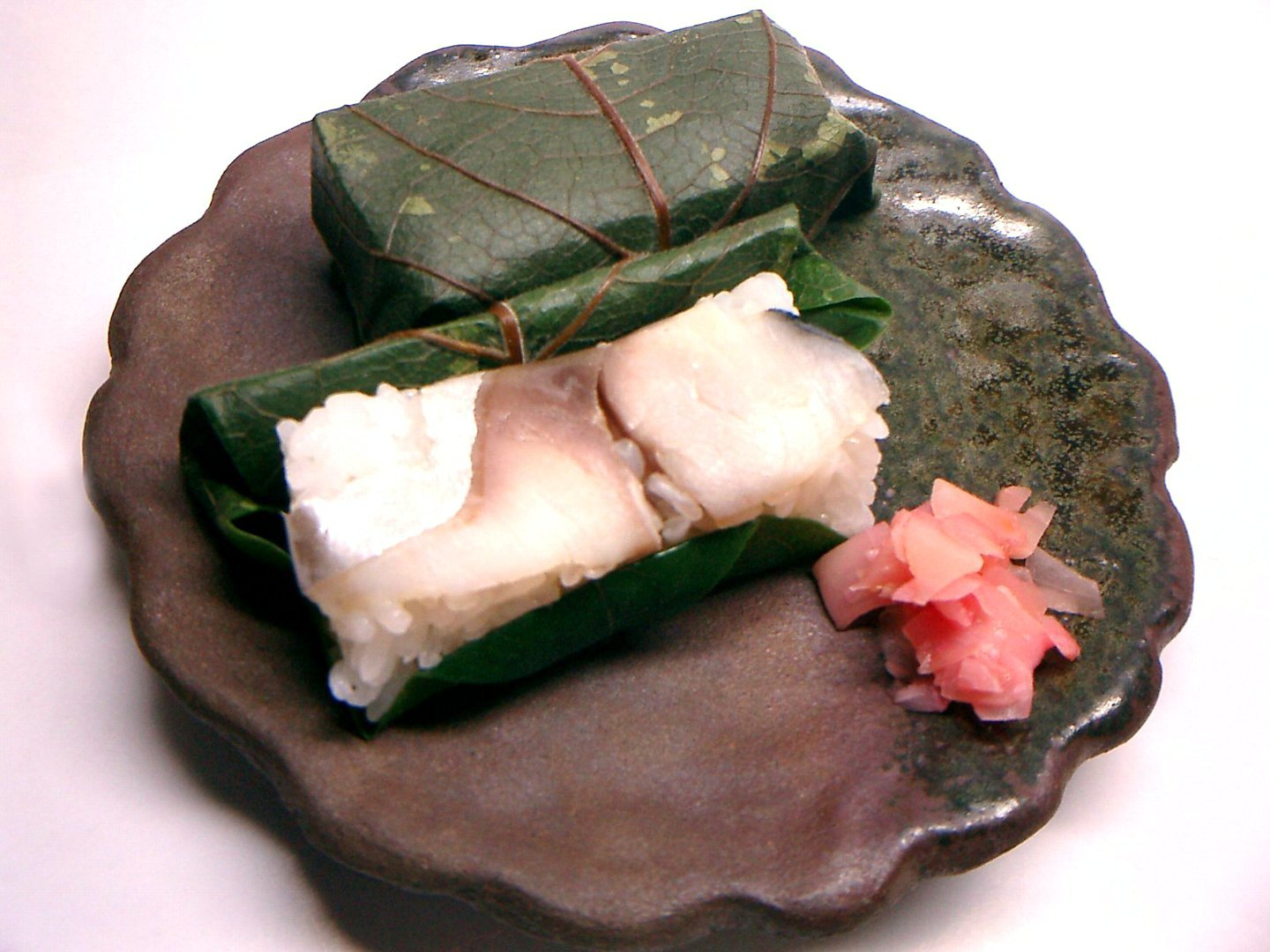
کاکی نوها زوشی یا سوشی با برگ خرمالو

سوشی با برگ خرمالو یا کاکی نوها زوشی (به ژاپنی: 柿の葉寿司 Kakinohazusi) غذای سنتی استان‌های نارا، واکایاما و ایشیکاوا در کشور ژاپن است. در طرز تهیه در هر یک از این سه استان تفاوت‌هایی دیده می‌شود. ماهی‌های سابا، ساکه و شانک‌ماهیان در هر سه استان به عنوام مادهٔ اصلی بکار می‌رود اما به جز این سه ماهی در دو استان نارا و واکایاما مارماهی آناگو یا قارچ شیتاکه و در استان ایشیکاوا ماهی بوری نیز به عنوان محصول و مادهٔ غذایی ویژهٔ منطقه به کار می‌رود.
این نوع سوشی از برنج سرکه زده یا سومشی به همراه ماهی‌های سابا، ساکه و شانک‌ماهیان برش یافته در برگ خرمالوی ژاپنی پیچیده شده و سپس به همراه هم فشرده می‌شوند.